# Christer Gulldén
Christer Gulldén (* 13. srpna 1960 Göteborg, Švédsko) je bývalý švédský zápasník, reprezentant v zápase řecko-římském. V roce 1988 v Soulu obsadil v kategorii do 90 kg 4. místo. V roce 1981 obsadil 3. místo na mistrovství Evropy v kategorii do 100 kg.